# Benavente (Espanha)
Benavente é uma cidade e município da Espanha na província de Samora, comunidade autónoma de Castela e Leão, de área 45 km² com população de 18744 habitantes (2007) e densidade populacional de 416,53 hab./km².
Situada numa colina no centro de uma grande planície, na confluência de duas zonas geográficas diferentes: a Terra de Campos e a dos vales dos rios Esla, Tera e Órbigo. A 744 metros sobre o nível do mar, dista 65 km da capital de província, Samora, e 113 km da capital regional, Valadolide.

## Geografia
Situada no norte da província de Samora, a 65 km a norte de la capital samorana, 113 km de Valadolide e a 260 km de Madrid.
Pertence à comarca de Benavente e Vales, com uma população próxima dos 20 000 habitantes.

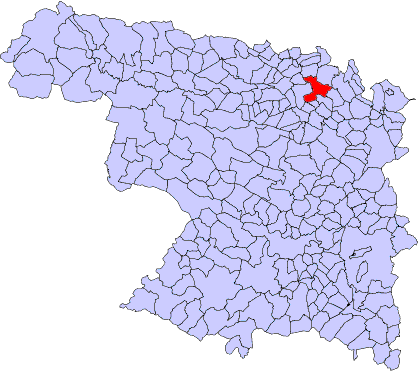
Situação do município de Benavente dentro da província de Samora

| Noroeste: Manganeses da Polvorosa     | Norte: Vilabráçaro                                                     | Nordeste: São Cristóvão de Entrevinhas |
| Oeste: Santa Cristina da Polvorosa    |                                                                        | Este: São Cristóvão de Entrevinhas     |
| Sudoeste: Santa Cristina da Polvorosa | Sul: Vila Nova de Açoague, Santa Comba das Monjas e Arcos da Polvorosa | Sudeste: Castrogonçalo                 |

## Demografia
| Variação demográfica do município entre 1991 e 2004 | Variação demográfica do município entre 1991 e 2004 | Variação demográfica do município entre 1991 e 2004 | Variação demográfica do município entre 1991 e 2004 |
| --------------------------------------------------- | --------------------------------------------------- | --------------------------------------------------- | --------------------------------------------------- |
| 1991                                                | 1996                                                | 2001                                                | 2004                                                |
| 14                                                  | 16055                                               | 16590                                               | 17764                                               |